# Capivara
A capivara ou carpincho (nome científico: Hydrochoerus hydrochaeris) é uma espécie de mamífero roedor da família Caviidae e subfamília Hydrochoerinae. Alguns autores consideram que deva ser classificada em uma família própria. Está incluída no mesmo grupo de roedores ao qual se classificam as pacas, cutias, os preás e o porquinho-da-índia. Ocorre por toda a América do Sul ao leste dos Andes em habitats associados a rios, lagos e pântanos, do nível do mar até 1 300 m de altitude. Extremamente adaptável, pode ocorrer em ambientes altamente alterados pelo ser humano.
É o maior roedor do mundo, pesando até 91 kg e medindo até 1,2 m de comprimento e 60 cm de altura. A pelagem é densa, de cor avermelhada a marrom escuro. É possível distinguir os machos por conta da presença de uma glândula proeminente no focinho apesar de o dimorfismo sexual não ser aparente. Existe uma série de adaptações no sistema digestório à herbivoria, principalmente no ceco. Alcança a maturidade sexual com cerca de 1,5 ano de idade, e as fêmeas dão à luz geralmente a quatro filhotes por vez, pesando até 1,5 kg e já nascem com pelos e dentição permanente. Em cativeiro, pode viver até 12 anos de idade.

## Etimologia e nomes populares
A capivara também é chamada de carpincho, capincho, beque, trombudo, caixa, cachapu, porco-capivara, cunum e cubu. O nome capivara procede do termo tupi kapi'wara, que significa "comedor de capim". Trata-se de uma composição de kapi'i, capim, com o sufixo -guara, que significa alguém que come, comedor. Tal nome é o mais comum e conhecido por todo o Brasil.
No Rio Grande do Sul também é conhecida por capincho ou carpincho, termo derivado do espanhol. No Amazonas, é conhecida por cupido e na Ilha de Marajó, no Pará, por beque. O macho, neste mesmo local, devido à glândula nasal no focinho, é chamado de trombudo, caixa ou cachapu. Em alguns locais do interior da Bahia, a capivara é chamada de porco-capivara, no sudeste do Pará por cunum e de cubu em alguns locais do estado de Goiás.

### Nomes indígenas
- Proto-Tucano[8]: *kuetju
- Proto-Nawiki[9]: *keeʦu
- Proto-Mamoré-Guaporé[10]: *uʧɨ
- Chiquitano[11] kürch
- Shawi[12]: tucusu'
- Irantxe[13]:pexí
- Proto-Jê[14]: *k(r)Vmtym’
- Proto-Jê Meridional[15]: *kɾɯɡdɯɡ
- Kwazá[16]: jara
- Proto-Pano[17]: *ʔamɨ(n)
- Proto-Guahibo[18]: *húmo-ko-bi-to

## Taxonomia e evolução
A capivara foi descrita pela primeira vez por George Marcgraf em 1648, como Capy-bara Brasiliensus: Porcus est fluvialitis ("porco dos rios"). No entanto, sua primeira classificação só foi oficialmente elaborada por Carolus Linnaeus, em 1758, junto com o porquinho-da-índia, como Mus porcellus. Posteriormente, Linnaeus reclassificou a capivara entre os suínos, como Sus hydrochaeris. Mathurin Jacques Brisson em 1762 classificou a capivara no gênero Hydrochoerus. Visto que o trabalho de Brisson, Regnun Animale não seguiu a nomenclatura binomial adequadamente, tal nome não deveria ser considerado válido. Houve debate que o nome deveria ser Hydrochoeris, criado no trabalho Zoologiae Fundamenta por Brünnich, datado de 1772. Entretanto, dado seu largo uso, durante 230 anos, em 1998 o Bulletin of Zoological Nomenclature oficialmente reconheceu o gênero Hydrochoerus.
A última edição do Mammal Species of the World (2005) adotou o nome proposto por Brisson (Hydrochoerus). Entretanto, os autores consideraram, incorretamente, que o nome Hidrochoeris foi o proposto por este autor. Tal confusão foi resolvida na reimpressão do livro, mas não foi mudada na versão on-line.
A capivara é um roedor incluído na família Caviidae, subfamília Hydrochoerinae. Tal subfamília foi considerada, por muito tempo, uma família separada (Hydrochoeridae), mas estudos genéticos claramente consideram que as capivaras devem ser incluídas em Caviidae, tornando Hydrochoeridae uma subfamília. Alguns estudos apontam Kerodon (ao qual pertence as duas espécies de mocós) como o grupo de roedores mais próximo evolutivamente do gênero Hydrochoerus, apesar de que tal relação ainda não está bem resolvida. Considerando a relação com o gênero Kerodon, pode ser válido considerar Hydrochoeridae como uma família. Mas é inquestionável, até o momento, que a capivara é um roedor caviomorfo, dentro da superfamília Cavioidea, que representa uma importante radiação de roedores Hystricognathi no Novo Mundo, ao qual fazem parte as cutias, a mara, a paca, a pacarana, os preás e o porquinho-da-índia também.
Atualmente, não são reconhecidas subespécies da capivara. Até 1991, alguns autores consideravam Hydrochoerus isthmius, que ocorre no Panamá, norte da Colômbia e Venezuela, como uma subespécie da capivara (Hydrochoerus hydracheris), mas é classificada como uma espécie separada desde esta data.

### Registro fóssil
Os registros mais antigos de capivaras datam do Mioceno, entre 7 e 9 milhões de anos atrás, da Argentina central. De fato, a superfamília Cavioidea começou a se diversificar na Patagônia. Inicialmente, foram descritas quatro subfamílias de Hydrochoeridae, com um grande número de espécies e gêneros de capivaras pré-históricas  descritas, mas atualmente, representada apenas por duas espécies. A mais antiga espécie relacionada à capivara atual é Cardiatherium chasioense, que ocorreu onde hoje é a província de Buenos Aires, Argentina. No Plioceno, entre 5,3 e 2,5 milhões de anos atrás, existiu o gênero Phugatherium, também próximo da atual capivara. O gênero Hydrochoerus surgiu no fim do Plioceno na América do Sul, mas a mais antiga espécie conhecida é Hydrochoerus gaylordi, das Antilhas. No fim do Pleistoceno, é provável que a atual capivara já ocorresse do sul da América do Norte até o centro da Argentina.
Essas espécies fósseis, assim com a atual, viviam em ambientes semiaquáticos. Algumas espécies muito próximas da capivara atual, como as do gênero Chapalmatherium e Neochoerus, do Pleistoceno, eram particularmente grandes, podendo atingir 200 e 110 kg respectivamente. Apesar disso, as espécies fósseis relacionadas à capivara possuíam características muito semelhantes (como a formação de manadas) à espécie moderna: aparentemente, tais características existem desde o fim do Mioceno.

## Distribuição geográfica e habitat

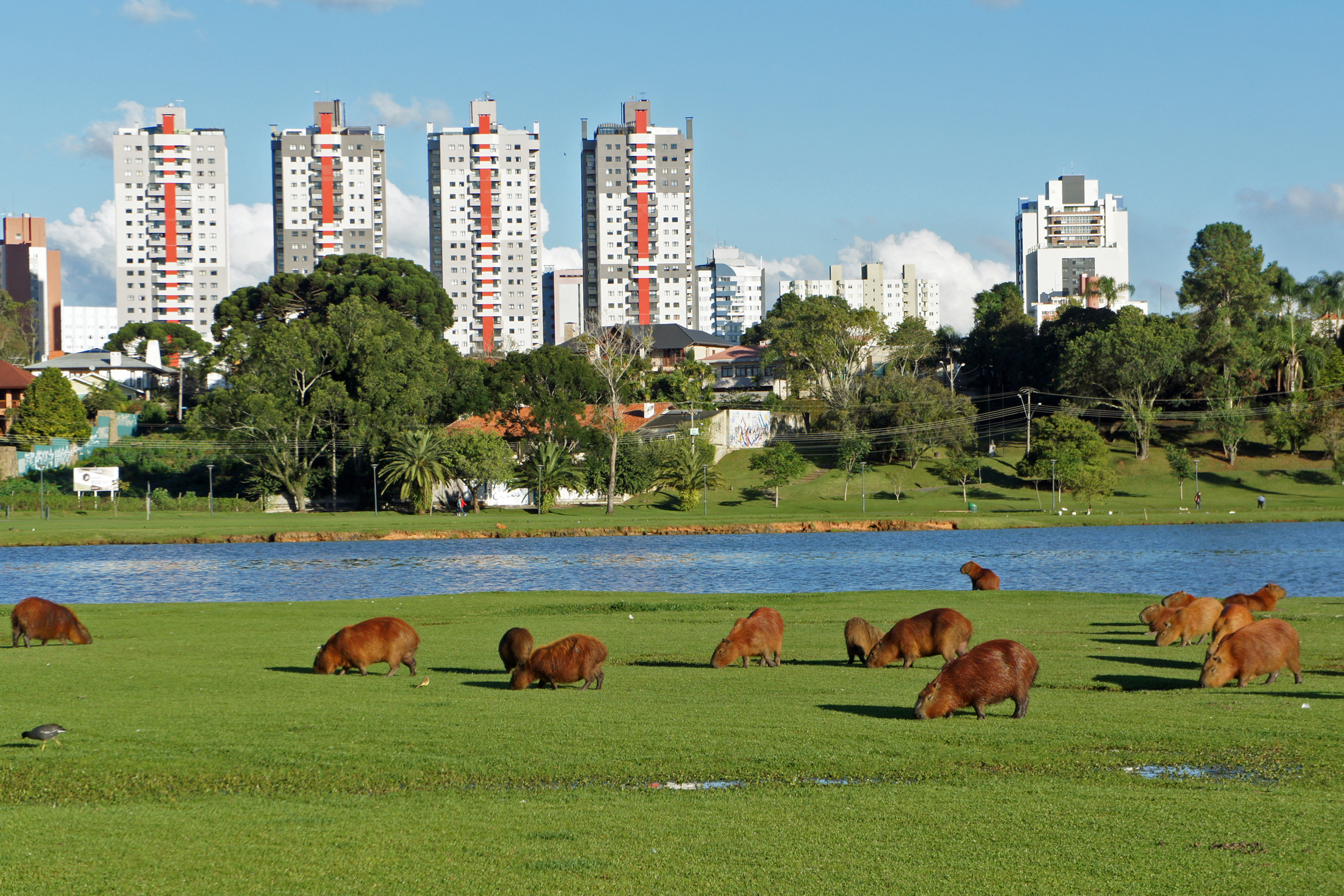
As capivaras habitam ambientes semi-aquáticos, como as várzeas de rios, incluindo áreas urbanas.

A capivara é uma espécie amplamente distribuída na América do Sul, e ocorre em todos os países desse continente, exceto no Chile. É encontrada a leste dos Andes até a foz do rio da Prata, na Argentina. Apesar dessa ampla distribuição, ela é mais rara em alguns locais, com algumas extinções locais confirmadas, como em partes dos llanos da Venezuela e em várias regiões da Caatinga, no Brasil. Também foi extinta em parte do litoral do Nordeste Brasileiro, entre o Rio Grande do Norte e o Ceará. No Pleistoceno, ocorria até a América do Norte, no sul dos Estados Unidos. Entretanto, a espécie está se tornando invasora na Flórida.
Ao longo desses locais, habita uma ampla variedade de habitats ao longo de rios, lagos, represas e pântanos. É abundante em florestas de galeria e áreas periodicamente inundáveis. Sua presença tem sido reportada desde o nível do mar até 1 300 m de altitude. No Brasil, é abundante nas bacias dos rios Amazonas, Paraná e Araguaia; no Pantanal e nas regiões dos lagos no Rio Grande do Sul.
É um animal adaptável e pode ser encontrada em inúmeros ambientes altamente alterados pelo homem, principalmente em pastagens e canaviais. Pode alcançar altas densidades nesse locais se não caçada, sendo considerada uma praga em algumas ocasiões. É possível que o desmatamento para criação de pastagens possa ter favorecido a expansão da ocorrência da capivara em alguns locais. Frequentemente, pode ser encontrada em áreas urbanas, parques e até mesmo, áreas residenciais.

## Descrição

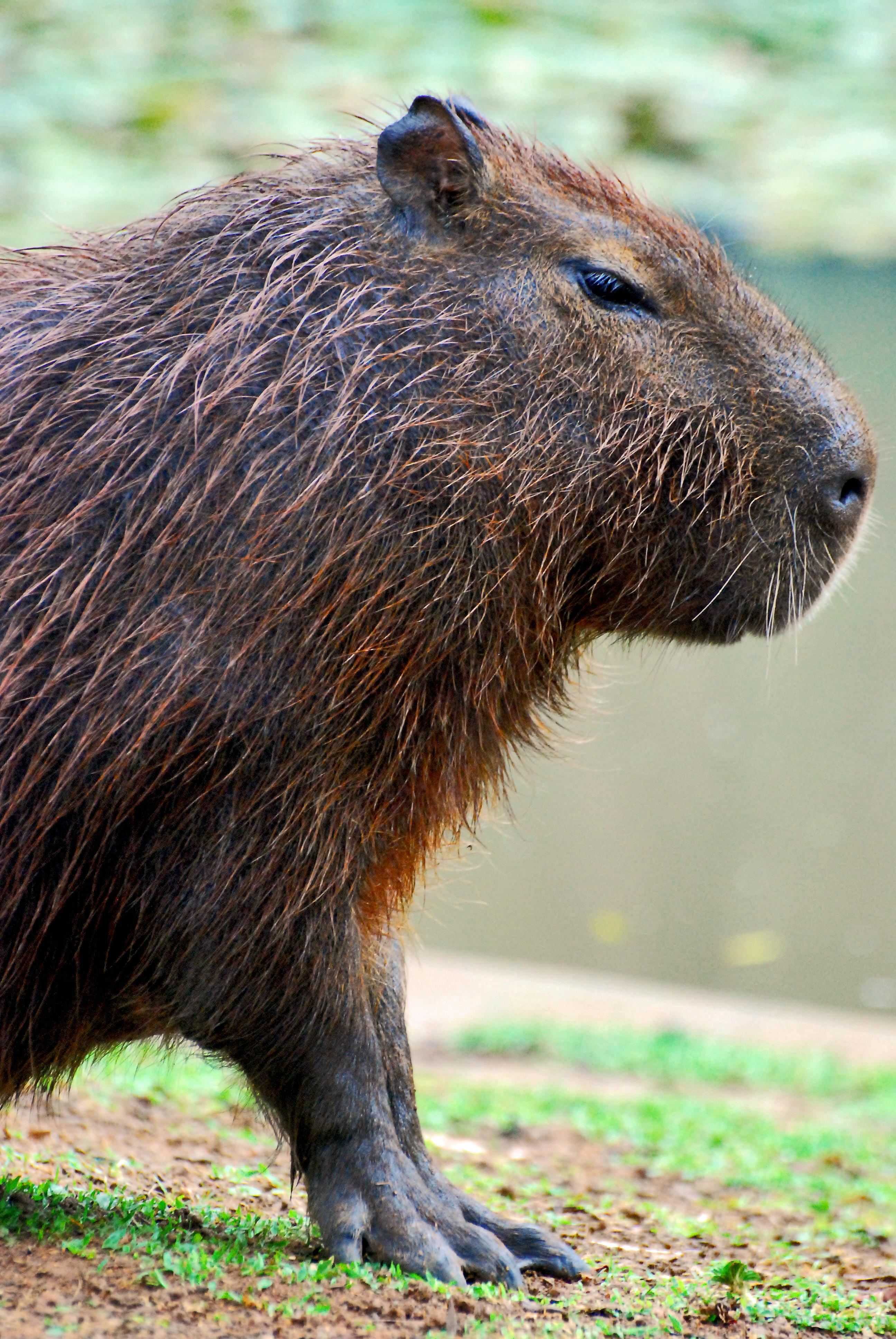
A capivara é o maior roedor do mundo.

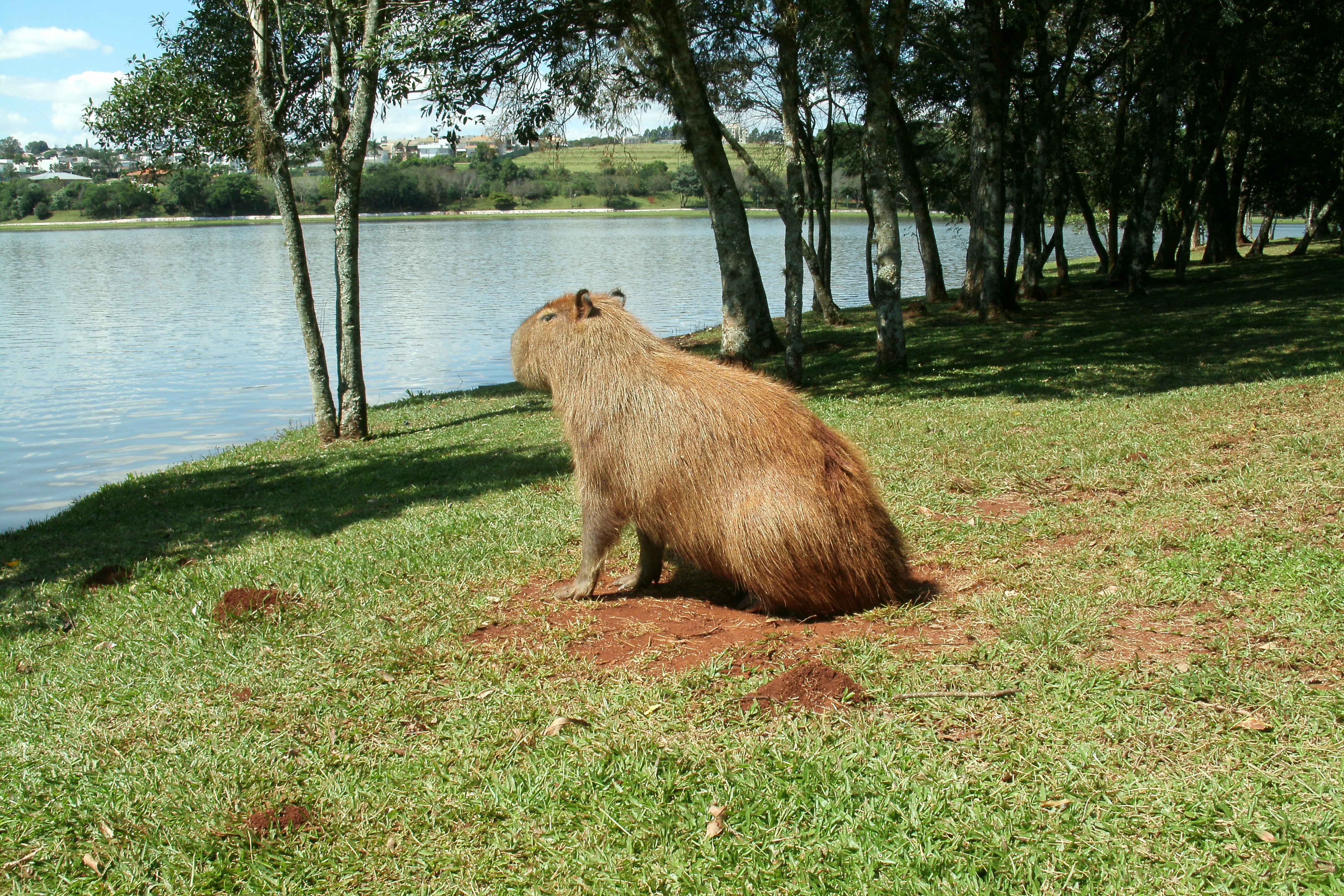
Capivara no Lago Municipal de Cascavel (PR)

A característica mais chamativa na capivara é seu grande porte: pesa em média, entre 49 e 50 kg, sendo o maior roedor do mundo. As fêmeas tendem a ser maiores que os machos e no estado de São Paulo, foi registrado uma fêmea que pesava até 91 kg. No Uruguai, foi registrado um macho que pesava cerca de 73 kg. As capivaras encontradas no centro-oeste e sudeste do Brasil, e Argentina, tendem a ser maiores que aquelas encontradas na Venezuela. A capivara possui até 1,2 m de comprimento e 60 cm na altura da cernelha, com um corpo em formato de barril e robusto, coberto por uma densa pelagem que varia do avermelhado ao marrom-escuro. A forma do corpo é parecida com a do gênero Cavia, ao qual pertence o porquinho-da-índia (Cavia porcellus), mas é muito maior e proporcionalmente mais brevilíneo. A cauda é muito pequena e vestigial. Interessantemente, ao contrário de outros roedores, as capivaras possuem glândulas sudoríparas distribuídas ao longo do corpo. A pele é ondulada, com pelos emergindo em ângulo agudo com folículos agrupados em três associados à glândulas sebáceas.

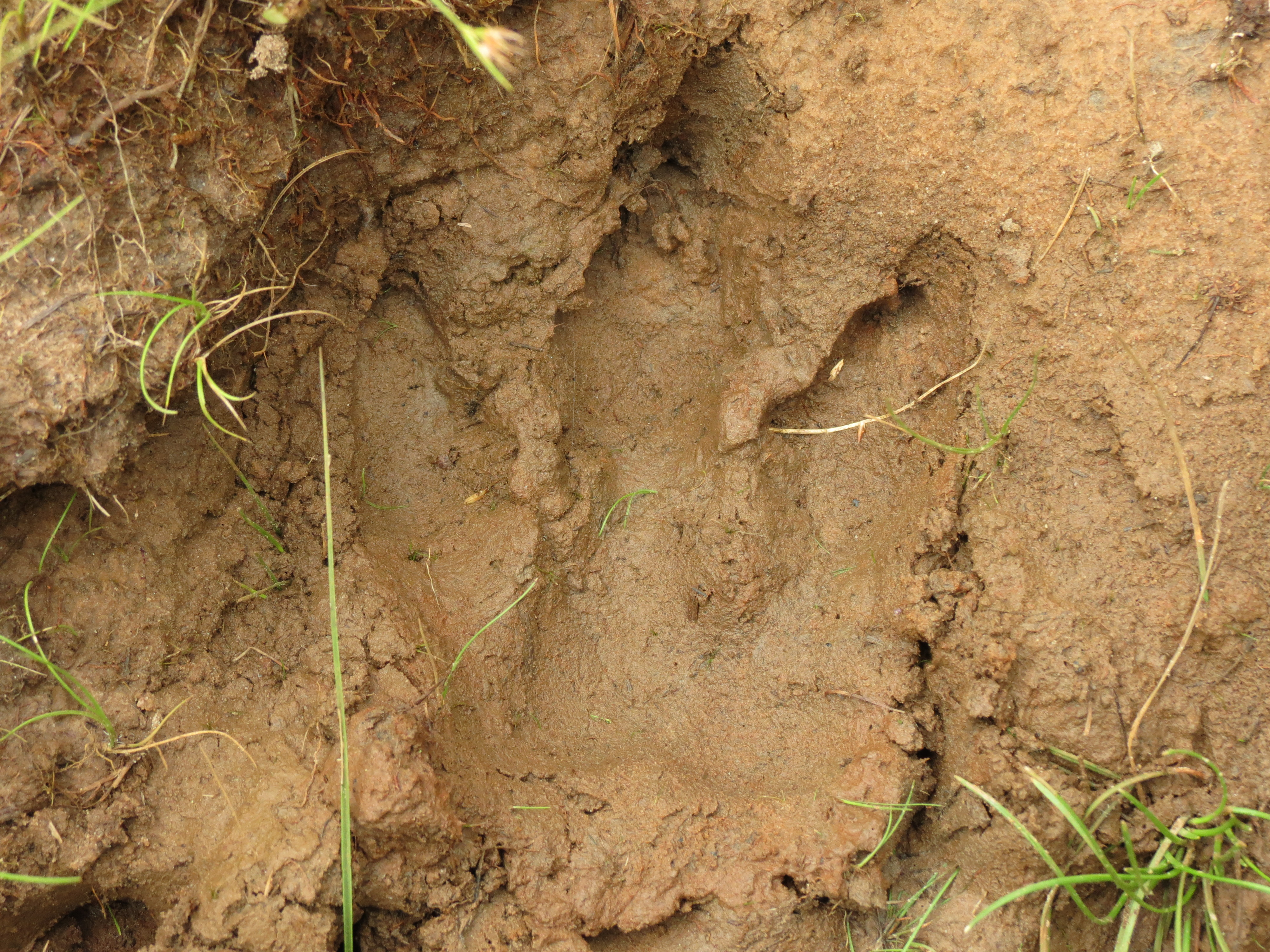
A pegada das patas traseiras é semelhante à da anta.

A cabeça é grande, com orelhas pequenas e sem pelos, com um prega que fecham a abertura da orelha interna. As pernas são curtas e as patas traseiras são mais longas que as dianteiras. Estas, apresentam quatro dedos e as traseiras três, com as pegadas se assemelhando a de perissodáctilos, como a anta. Os dedos são distribuídos radialmente. São grossos, similares a cascos, unidos por pequenas membranas interdigitais. Visto ser um animal herbívoro, a capivara possui inúmeras adaptações a esse tipo de dieta: possui um estômago simples em formato de "J" com volume de até 2 l, quando completamento cheio, com ceco desenvolvido. O ceco é utilizado para fermentar o alimento ingerido, por meio de bactérias que que nele habitam (principalmente Firmicutes, Proteobacteria e pelo menos 17 espécies de protozoários). Esta estrutura, localizada entre o intestino delgado e o cólon, pode ter até 5 l de volume, ocupando entre 63 e 74 % do volume do sistema digestório. O intestino delgado possui até 10 m de comprimento.
A capivara não possui dimorfismo sexual aparente e é difícil diferenciar a genitália entre macho e fêmea, mas é possível distinguir os machos por conta de uma glândula nasal homóloga à glândula pigmentária de muitos roedores. Entretanto, tal glândula pode ser observada também em algumas fêmeas. A glândula é desprovida de pelos e aumenta de tamanho após os 25 meses de idade. Geralmente, machos dominantes ou com altas concentrações de testosterona plasmáticas possuem glândulas maiores. A glândula nasal dos machos produz secreções complexas, mas compostas majoritariamente por lipídios. A composição dessas secreções é diferente entre os indivíduos e pode servir para reconhecimento destes. Além dessa glândula nasal, as capivaras possuem glândulas anais, assim como outros roedores e estão presentes tanto nos machos quanto nas fêmeas, apesar de que a morfologia delas é sexualmente dimórfica.
O crânio é grande (pode ter até 27 cm de comprimento) com formato de caixa e a boca é localizada na parte inferior, fazendo com que ela esteja em contato direto com o alimento enquanto pasta. A fórmula dentária é {\displaystyle {\tfrac {1.0.1.3}{1.0.1.3}}\times 2=20}, totalizando 20 dentes. Existe um grande diastema separando os afiados incisivos e os pré-molares. Todos os dentes crescem continuamente, como em outros roedores e os incisivos em machos adultos são mais amplos do que os das fêmeas. As fileiras de dentes tendem a convergir para frente. Os dentes molariformes (molares e pré-molares) não possuem raiz e possuem grande quantidade de esmalte dentário, que possuem um arranjo superficial semelhante ao de outros Caviidae, mas mais complexo. Apesar dos hábitos semi-aquáticos e de nadar, o esqueleto da capivara não é especializado nesse tipo de locomoção. Em contrapartida, características do pescoço demonstram adaptação para pastar, como grande flexibilidade no plano sagital.

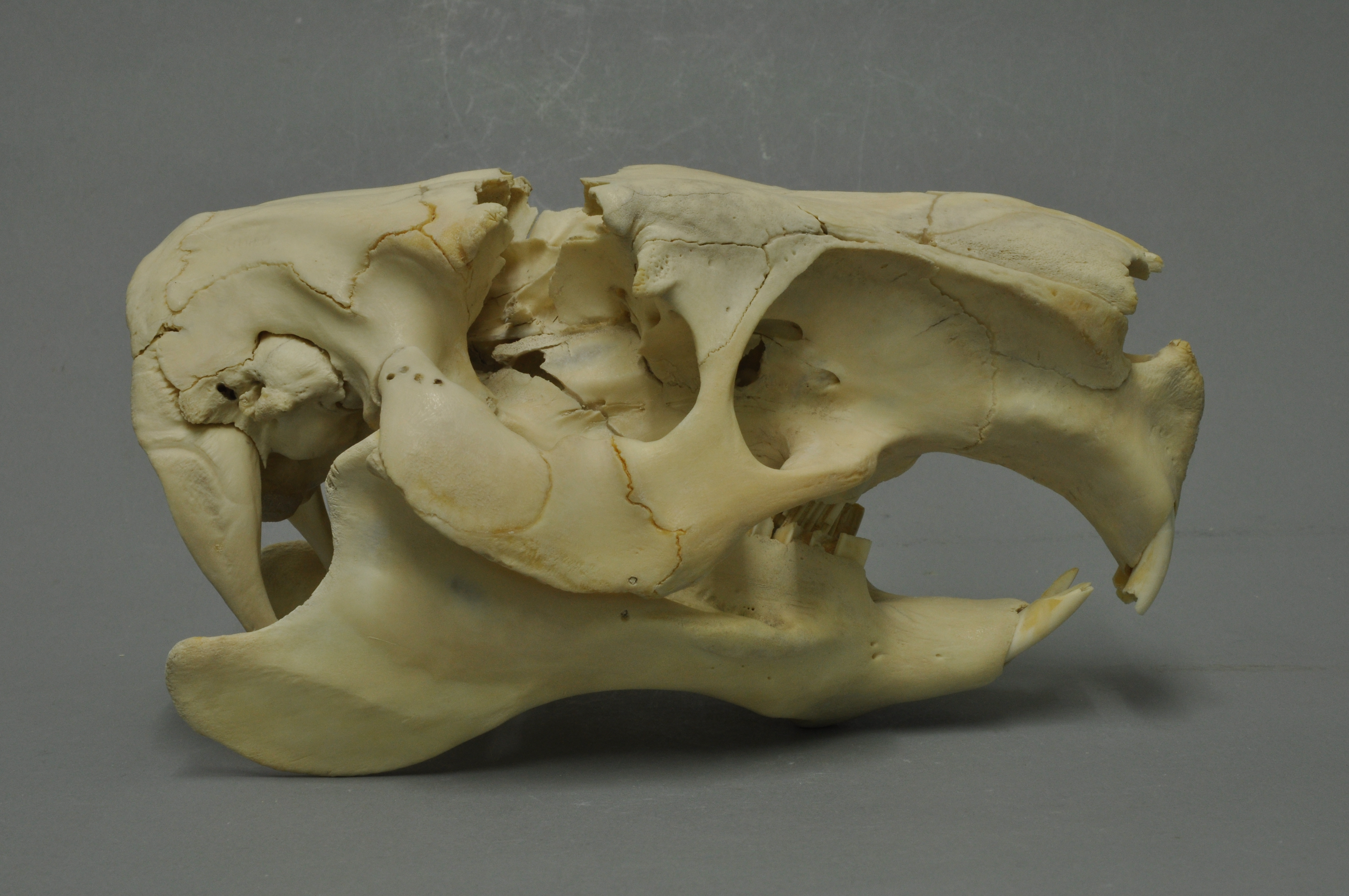
O crânio da capivara possui o arco zigomático desenvolvido e robusto.

O macho da capivara não possui um escroto bem definido e os testículos estão localizados subcutaneamente na região inguinal. Estes, pesam até 32 g, e são relativamente pequenos ao tamanho corporal com um índice "gonado-somático" de 0,12 %, sendo um dos menores entre os roedores, junto com o castor-americano (Castor canadensis). A genitália externa masculina é muito semelhante à feminina, visto que o pênis se localiza dentro de uma invaginação entre o ânus e duas glândulas anais. A glande possui um sulco e um proeminente colo, que faz com que ela possui uma estrutura em forma de "T" invertido quando observado de uma vista inferior. Assim como outros mamíferos, possui o báculo.
As fêmeas das capivaras compartilham uma série de características exclusivas dos roedores da subordem Hystricomorpha, principalmente no que diz respeito à estrutura da placenta. Assim como outros roedores, o útero é bipartido, com dois "cornos", tendo um formato de "Y". As tubas uterinas são tortuosas e enoveladas, tendo cerca de 17 cm de comprimento, se localizando entre os ovários e a porção final dos cornos uterinos. Fêmeas que nunca tiveram filhotes possuem úteros menores, pesando entre 6,5 e 57 g, ao passo que fêmeas que já deram à luz várias vezes, possuem úteros que pesam entre 40 e 765 g. As fêmeas possuem cerca de seis pares de glândulas mamárias dispostas em duas fileiras no ventre.
A capivara possui um cariótipo com 66 cromossomos. O cromossomo X é grande e metacêntrico, e o cromossomo Y é pequeno e telocêntrico.

## Ecologia e comportamento

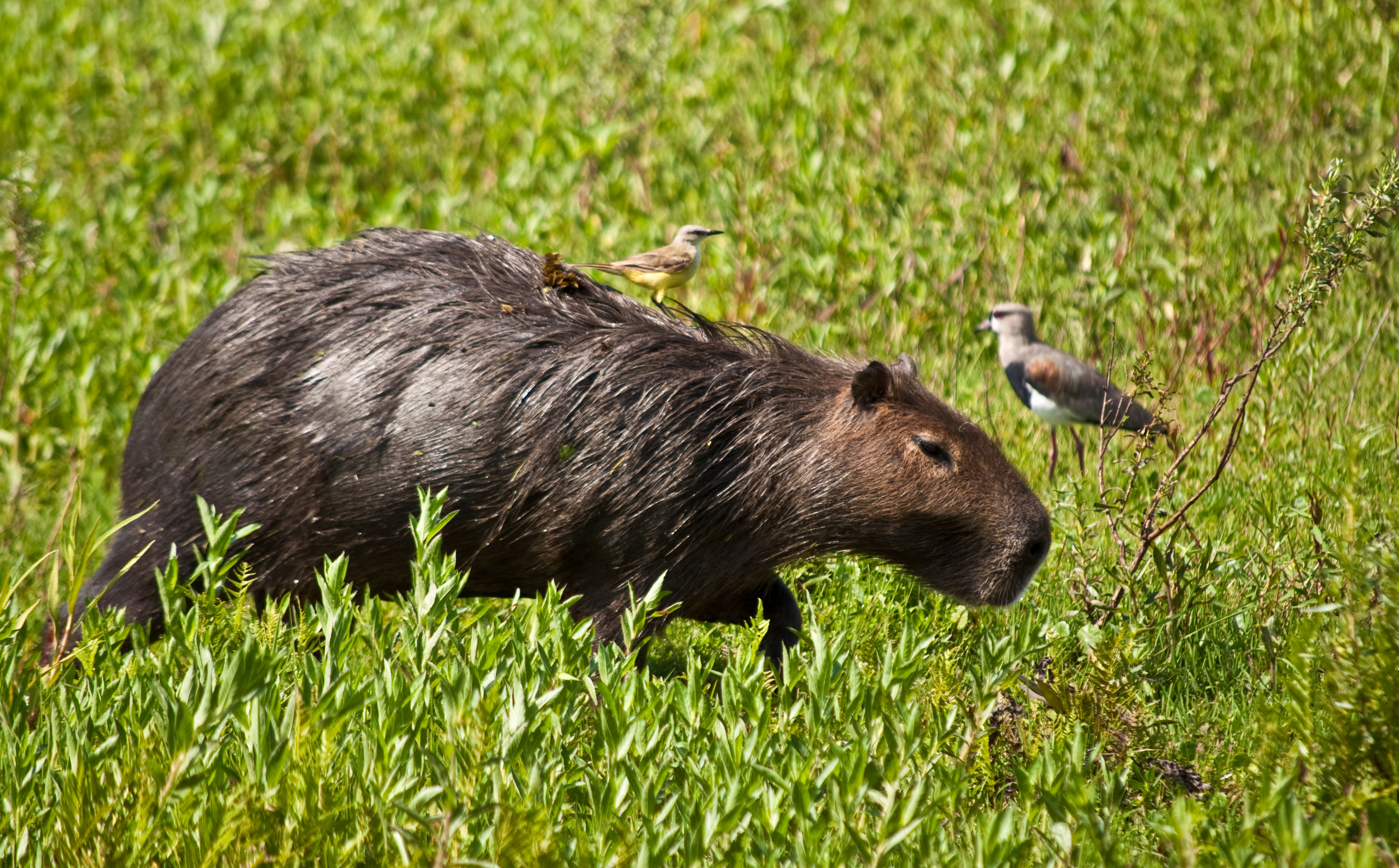
Frequentemente, são observadas associações entre capivaras e aves, como o suiriri-cavaleiro.

Capivaras podem ser ativas durante o dia todo, se não sofrerem algum tipo de perturbação por conta da caça. Entretanto, durante o dia, elas permanecem dentro da água na maior parte do tempo (principalmente para termorregulação), iniciando o forrageamento no fim da tarde, descansando por volta da meia-noite e indo forragear novamente, um pouco antes do amanhecer. Nas primeiras horas da manhã, as capivaras costumam descansar, em pequenos grupos próximos à àgua. Nestas horas, na estação seca, o descanso pode ser interrompido para realizar a cecotrofia.

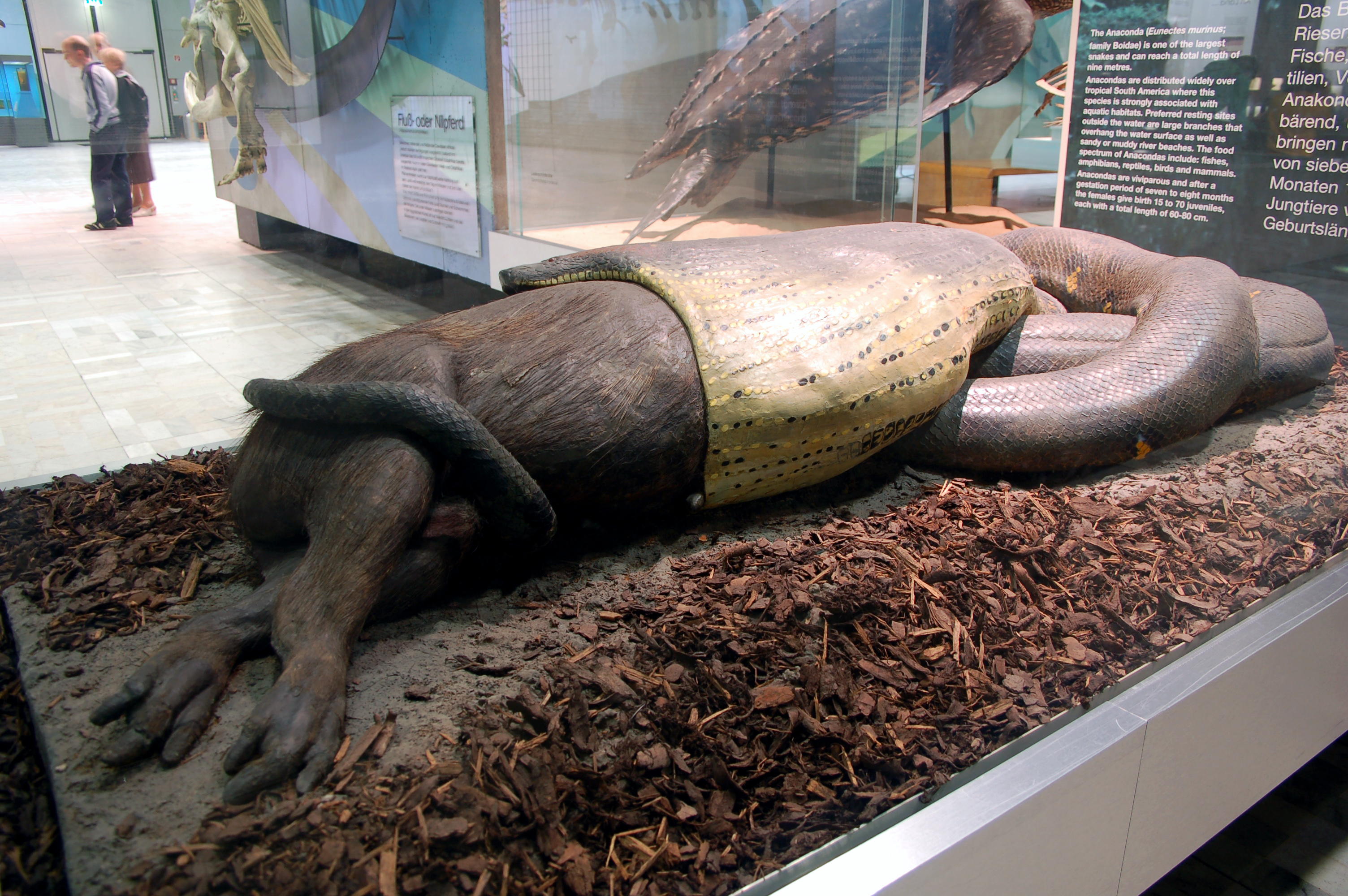
Representação de uma sucuri engolindo uma capivara. Sucuris predam principalmente os filhotes.

Foram registradas associações da capivara com pelo menos 9 espécies de aves. No sul do Brasil, foi reportado que o carcará (Caracara plancus), o joão-de-barro (Furnarius rufus), o suiriri-cavaleiro (Machetornis rixosus), o gavião-carrapateiro (Milvago chimachima) e o chupim (Molothrus bonariensis) se associam com este roedor. Essas espécies utilizam a capivara como poleiro ou como batedor (ao andar entre a vegetação, a capivara pode espantar insetos que são ingeridos pelas aves), e para se alimentar de ectoparasitas. Já foi observado que a capivara ativamente expõe o ventre para que o gavião-carrapateiro possa se alimentar de ectoparasitas. As interações entre aves e capivaras são observadas principalmente em áreas com muita vegetação, como banhados arbustivos, matas e campos úmidos. O bem-te-vi também pode utilizar a capivara como poleiro, e a jaçanã (Jacana jacana) pode catar ectoparasitas do pelo de capivaras.
Como outros Caviomorpha, a capivara chama a atenção por conta de seu tamanho, contrastando com a maior parte dos roedores: tal porte conferiu a esse animal, uma série de adaptações e nichos ecológicos únicos entre os roedores, inclusive se assemelhando aos ungulados em alguns aspectos. Ecologicamente, a capivara é considerada um pastador, e é predada por grandes felídeos como a onça-pintada (Panthera onca) e a onça-parda (Puma concolor) e jacarés. Filhotes podem ser predados por felídeos de porte menor, como a jaguatirica (Leopardus pardalis), o cachorro-do-mato (Cerdocyon thous), cobras da família Boidae, como a sucuri (Eunectes murinus) e a jibóia (Boa constrictor) e até por aves de rapina como o carcará (Caracara plancus) e o urubu (Coragyps atratus). Além desses predadores no ambiente natural, a capivara é caçada por cães e o homem.

### Comportamento social e território
As capivaras são animais sociais, vivendo em bandos que em média têm entre 10 e 30 animais. Alguns estudos apontam grupos com até 100 indivíduos. Em todos os locais em que a capivara foi estudada, ela forma grupos. Estes, são constituídos tanto por machos quanto por fêmeas, com os primeiros formando uma rígida hierarquia, com um único macho dominante. O único local em que as capivaras formam grupos menores é na Amazônia, em que frequentemente são observados apenas um casal (ou um macho e duas fêmeas) com filhotes.

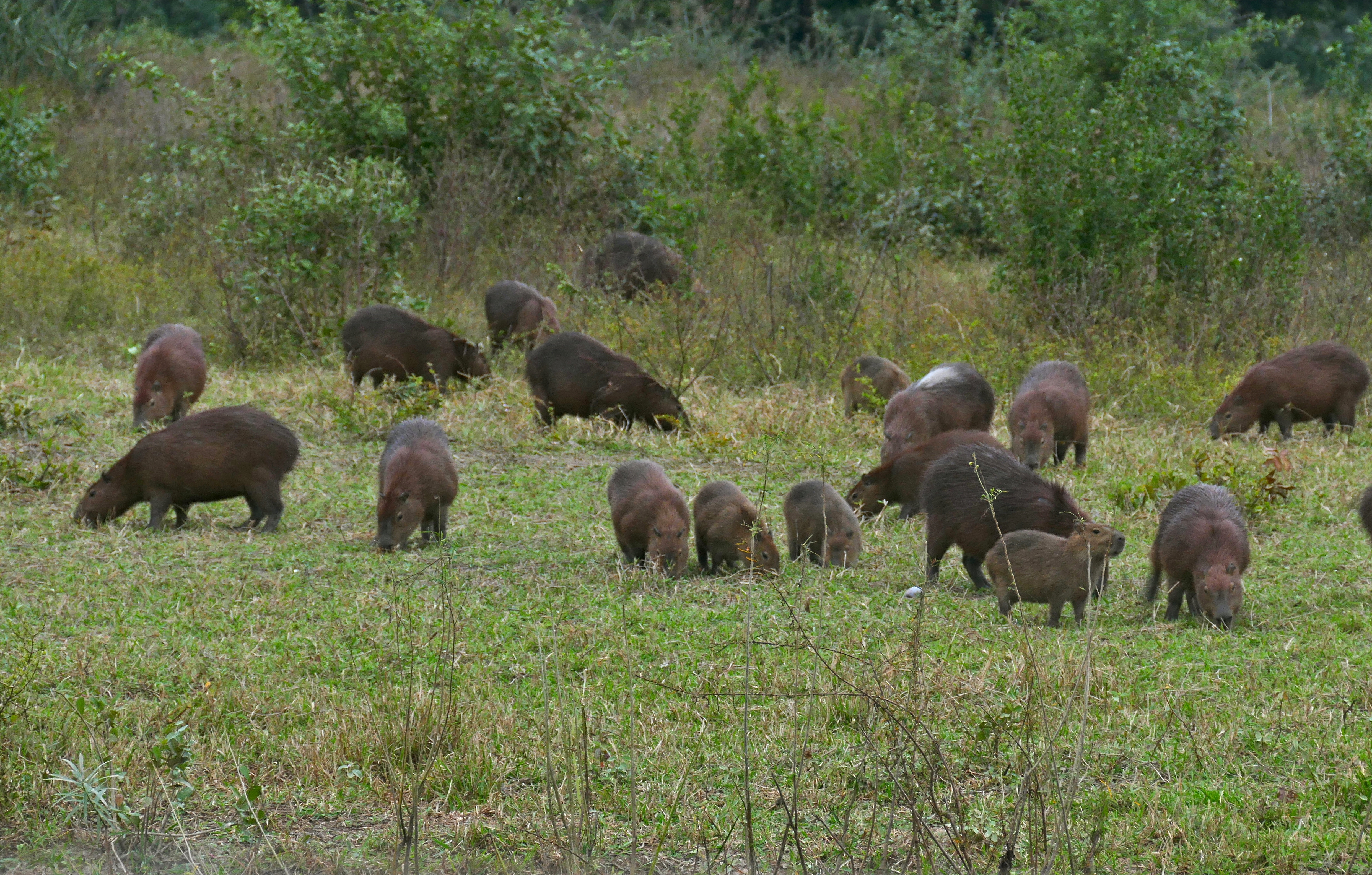
A capivara é um dos poucos roedores essencialmente sociais.

A sazonalidade do ambiente em que vivem faz com que ocorram alguns fenômenos quanto ao número de indivíduos nos bandos: na estação seca, as capivaras podem se agrupar nos locais em que se concentram água permanentemente, formando grupos com mais de 100 indivíduos. Entretanto, tais associações são efêmeras e não há alteração na estrutura social dos grupos. No Pantanal, muitas vezes ocorre o inverso, com tais associações predominando na estação chuvosa.
Uma das mais óbvias características na estrutura social das capivaras é a hierarquia de dominância entre os machos. Geralmente, as interações agonísticas se resumem a perseguições por parte do dominante, mas pode acontecer do animal perseguido revidar, ocorrendo exibições e brigas em que na maior parte das vezes, o dominante ganha. O animal na posição elevada na hierarquia se mantém nela por até 3 anos. É possível que machos intrusos possam ganhar do dominante e este perder sua posição, muitas vezes por razões desconhecidas. Existe uma correlação entre posição na hierarquia e idade, sendo que os mais velhos tendem a ser dominantes sobre os mais novos. O dominante nunca expulsa os subordinados do bando, o que mostra que existe algum tipo de vantagem em se mostrar tolerante à presença de outros machos: os subordinados auxiliam na defesa do território e contra predadores. Apesar disso, o macho dominante é responsável por grande parte das cópulas, podendo variar entre 75% e 81% das relações sexuais observadas. Interessante notar, que apesar da monopolização das fêmeas pelo dominante, algumas cópulas são feitas por subordinados, o que demonstra que existe um certo grau de competição espermática. Em contrapartida à relação hierárquica entre os machos, as fêmeas não possuem tal estrutura bem definida, exceto em cativeiro, em que já foi relatado a presença de uma fêmea dominante.

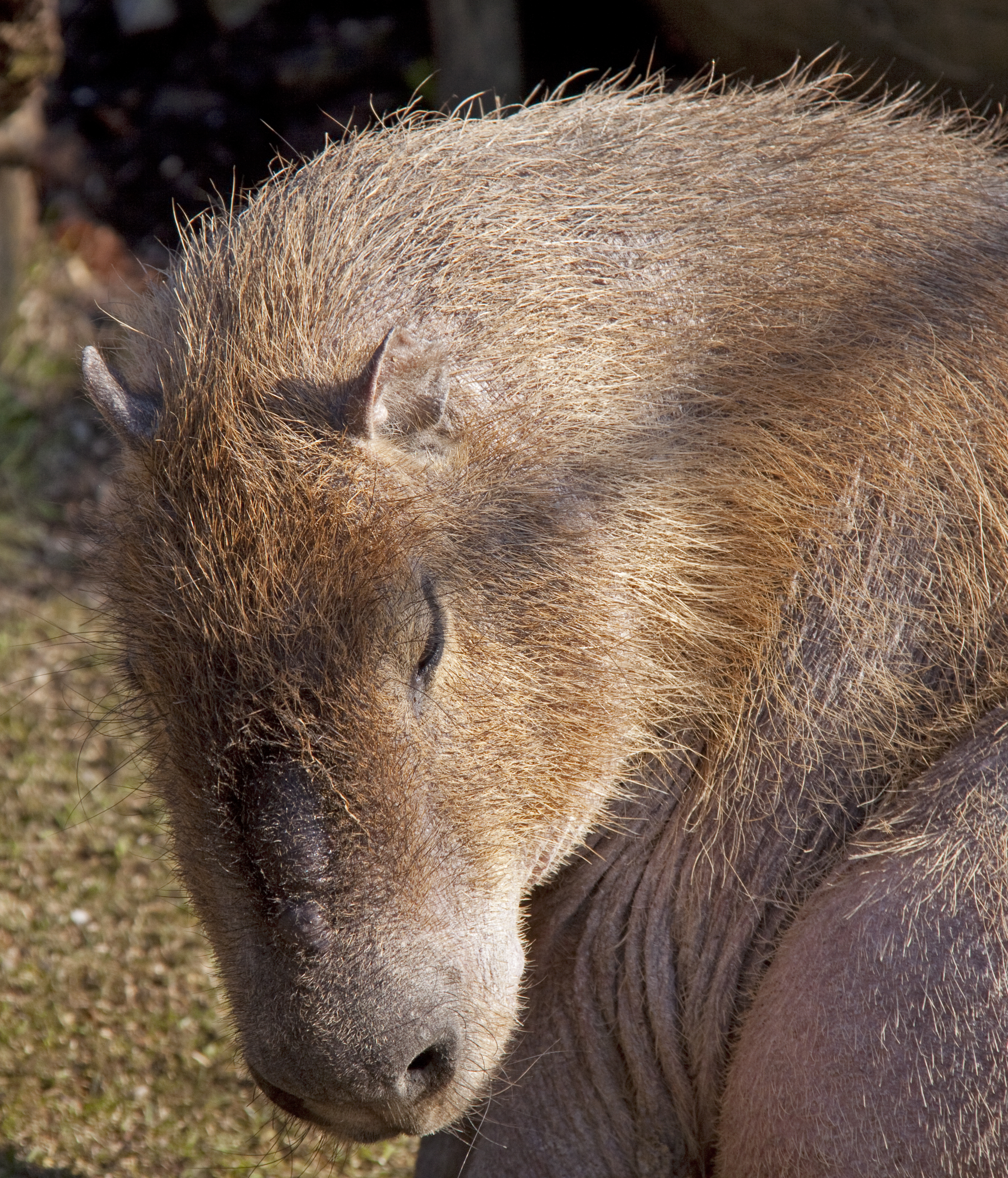
A glândula nasal é uma estrutura observada nos machos e responsável pela sinalização da hierarquia entre eles

A área de vida pode ser considerada a mesma que o território, exceto por algumas áreas visitadas durante a noite. Geralmente, possui entre 6 e 16 hectares (ha), mas na Colômbia foram reportadas áreas maiores que 56 ha e no Pantanal, com até 200 ha, mas é provável que este último estudo tenha considerado como território incursões casuais em áreas não utilizadas pelo grupo. As capivaras são altamente territoriais, mas elas não necessariamente defendem toda a área de vida, defendendo muitas vezes contra intrusos apenas porções com recursos mais escassos e concentrados em um determinado local.

#### Comunicação
Dado sua vida em grupo, capivaras desenvolveram complexos sistemas de comunicação, principalmente por meio de sinais odoríferos. A glândula nasal é importante na sinalização da hierarquia entre os machos e as glândulas anais na demarcação de território e identificação dos indivíduos. A marcação de cheiro é muito mais comum nos machos dominantes do que nas fêmeas e machos subordinados. Tipicamente, machos realizam as marcações esfregando a glândula nasal na vegetação, como em galhos e arbustos, e em seguida sentam e esfregam as glândulas anais na vegetação, às vezes, urinando. Uma sequência de marcação de cheiro pode surgir espontaneamente, mas ocorre muitas vezes após um encontro agressivo entre dois machos. Fêmeas no estro também podem fazer marcações por meio das glândulas anais e os machos geralmente acabam fazendo marcações por cima das marcações feitas pelas fêmeas. Interessante notar que grupos grandes possuem taxas menores do comportamento de marcação de cheiro do que grupos menores.
Sinais visuais não são tão frequentes entre as capivaras, mas posturas ameaçadoras e o próprio tamanho da glândula nasal podem servir como sinais entre machos, principalmente no contexto de agressão.
Vocalizações são relativamente comuns, mas pouco entendidas: o que se sabe é que elas podem servir para manter a coesão no grupo e entre mãe e filhotes, assim como para sinalizar a presença de algum predador. Filhotes emitem guinchos, que podem ser ouvidos ao longo do dia, mas principalmente, são usados quando se afastam muito da mãe e do grupo. Os chamados de alarme contra predadores se parece com latidos e podem ser emitidos por todos os membros do grupo, mas são emitidos mais frequentemente pelos machos subordinados. Quando um chamado de alerta é emitido, todos no grupo se mantém alerta, e caso se confirme o perigo, fogem para a água, formando um círculo ao redor dos filhotes.

### Dieta e forrageamento
Dado as adaptações de seu sistema digestório, a capivara é um animal herbívoro, se alimentando principalmente de gramíneas. A digestão da celulose é feita principalmente por conta de microrganismos que habitam o ceco. Entretanto, é seletiva nas espécies de planta que consome, escolhendo aquelas que possuem altas quantidades de proteínas. Estudos sobre a dieta da capivara na década de 1970, mostra que é uma dieta diversa em espécies, podendo consumir até 21 espécies de gramíneas, 5 de plantas aquáticas, 4 espécies de arbustos e 3 espécies de Cyperaceae.

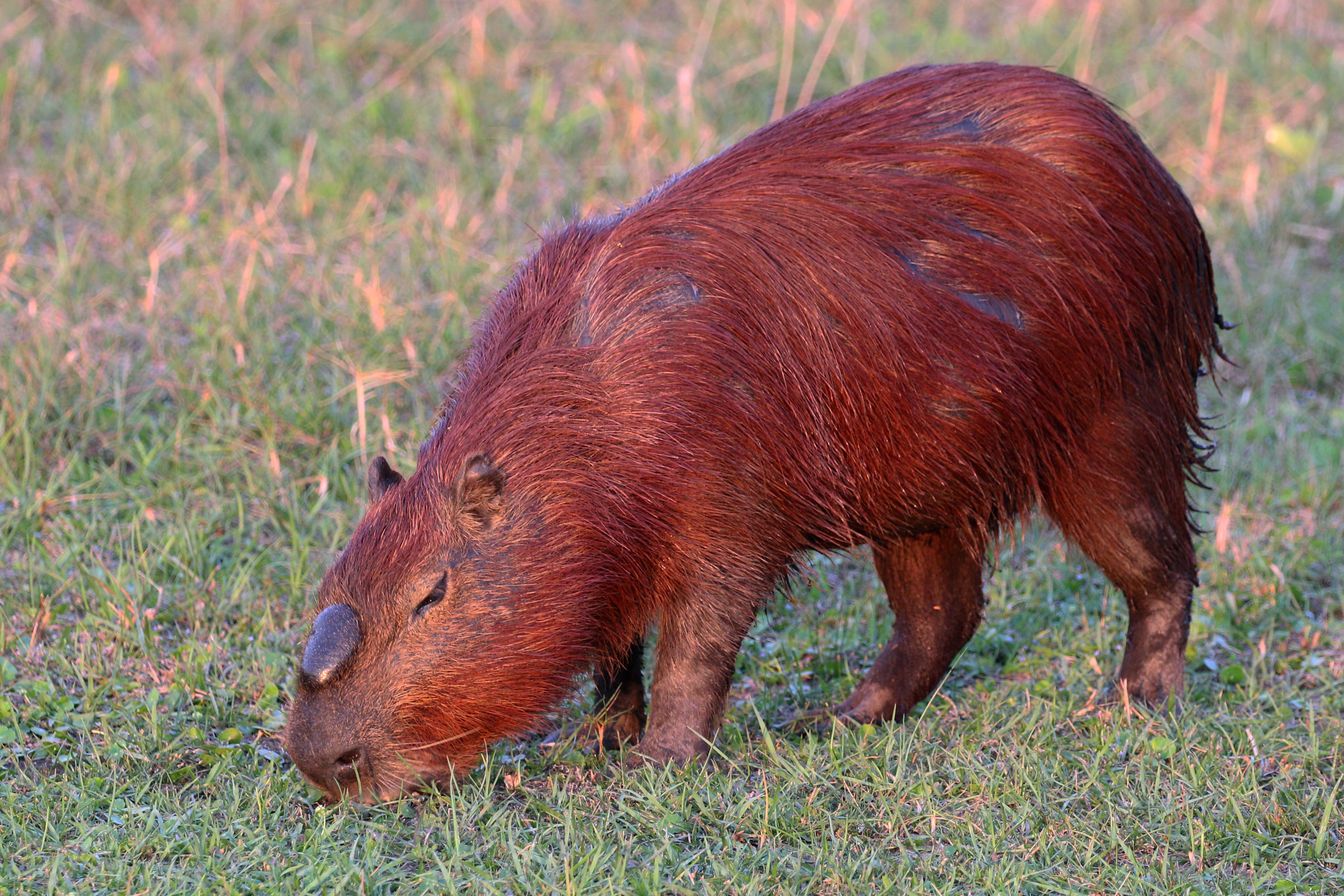
A capivara é um animal herbívoro, se alimentando principalmente de gramíneas.

Deve-se salientar, que as espécies consumidas podem diferir de região para região: nos llanos da Venezuela, a capivara se alimenta preferencialmente de gramíneas, (cerca de 17 espécies), com 5 espécies compondo até 80% da dieta; enquanto que no delta do rio Paraná, a dieta é composta por cerca de 70% de 3 ou 5 espécies da família Cyperaceae. As diferenças entre essas regiões se deve principalmente por conta da abundância de espécies dessas famílias em seus respectivos ambientes, visto que em habitats savânicos na província de Entre Ríos, em que predominam gramíneas, a capivara se alimenta predominantemente deste grupo vegetal. A dieta rica em gramíneas é confirmada por outros estudos, e apesar de poder mudar as espécies consumidas de acordo com a época do ano, esse é o grupo predominante. Ciperáceas são consumidas principalmente em períodos de escassez. Vale ressaltar, que a capivara possui uma distribuição muito ampla e sua dieta foi documentada apenas em uma pequena parte dela.
As variações sazonais nas chuvas são fatores importantes nas espécies de plantas forrageadas pela capivara. Na Venezuela, no período de chuvas, esse roedor consome plantas mais palatáveis e ricas em carboidratos, como a aquática Hymenachne amplexicaulis. Na estação seca, a capivara se torna menos seletiva e acaba optando por gramíneas menos nutritivas como Eleocharis interstincta e Paratheria prostrata. As variações sazonais nas chuvas influenciam na distribuição e quantidade dos vegetais consumidos, e o que diretamente influencia na escolha das espécies ingeridas é a quantidade de energia: outros componentes como minerais e proteínas são secundários. Certamente, algumas características estruturais das plantas também são fatores importantes, como por exemplo, a presença de defesas químicas nas folhas.

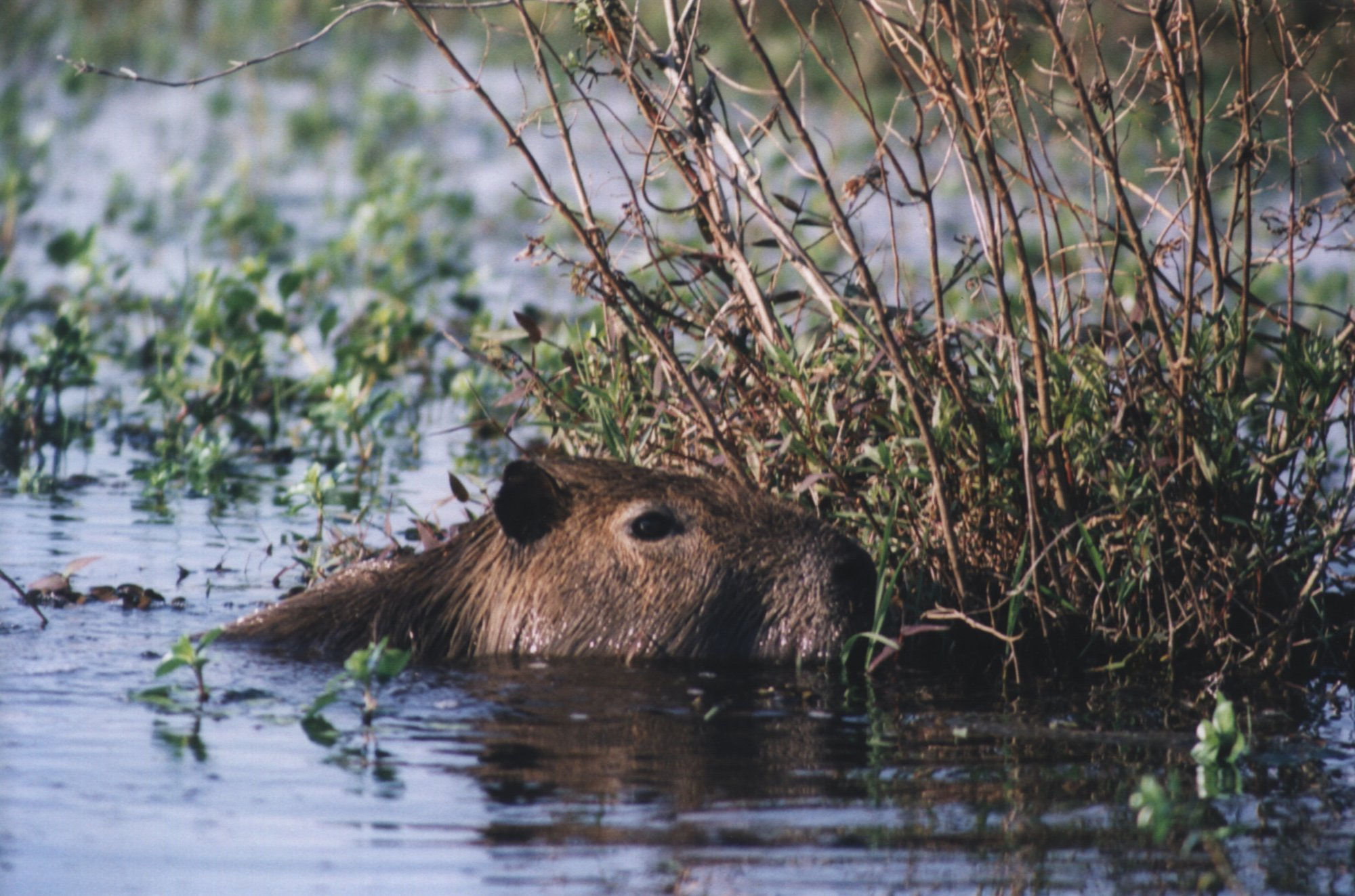
Plantas aquáticas com alto valor energético são as preferencialmente consumidas pela capivara

Além das espécies nativas, a capivara pode se alimentar de cultivos agrícolas, como reportado em várias regiões do Brasil, sendo responsável por danos consideráveis a plantações em algumas ocasiões. Apesar de muitas vezes ser uma potencial competidora com o gado doméstico, raramente se alimenta das mesmas espécies vegetais que as criações humanas consomem, mudando a dieta, muitas vezes, para alimentos menos palatáveis. A presença de herbívoros silvestres, como cervídeos, também influencia na dieta desse roedor.
Dada sua dieta rica em celulose, as capivaras, assim como outros herbívoros, utiliza de estratégias específicas para digerir esse polissacarídeo. Elas estão entre os maiores herbívoros fermentadores, juntamente com os perissodáctilos. A estrutura utilizada para tal função é o ceco, uma porção do intestino grosso. Essa fermentação é otimizada graças à ingestão das próprias fezes, denominada cecotrofia. Na estação seca, quando as capivaras acabam por ingerir muitos alimentos fibrosos e com baixo valor nutritivo, a cecotrofia é mais comum, ocorrendo, geralmente, entre 10 e 11 horas após a alimentação, fazendo isso a cada uma hora entre as 7 horas da manhã e as 2 horas da tarde. As fezes ingeridas tendem a ser as mais macias e são relativamente ricas em proteína, quando comparada com aquelas não ingeridas, tendo até 37% mais proteína. Em cativeiro, foi observado o mesmo padrão de comportamento.

### Reprodução e ciclo de vida

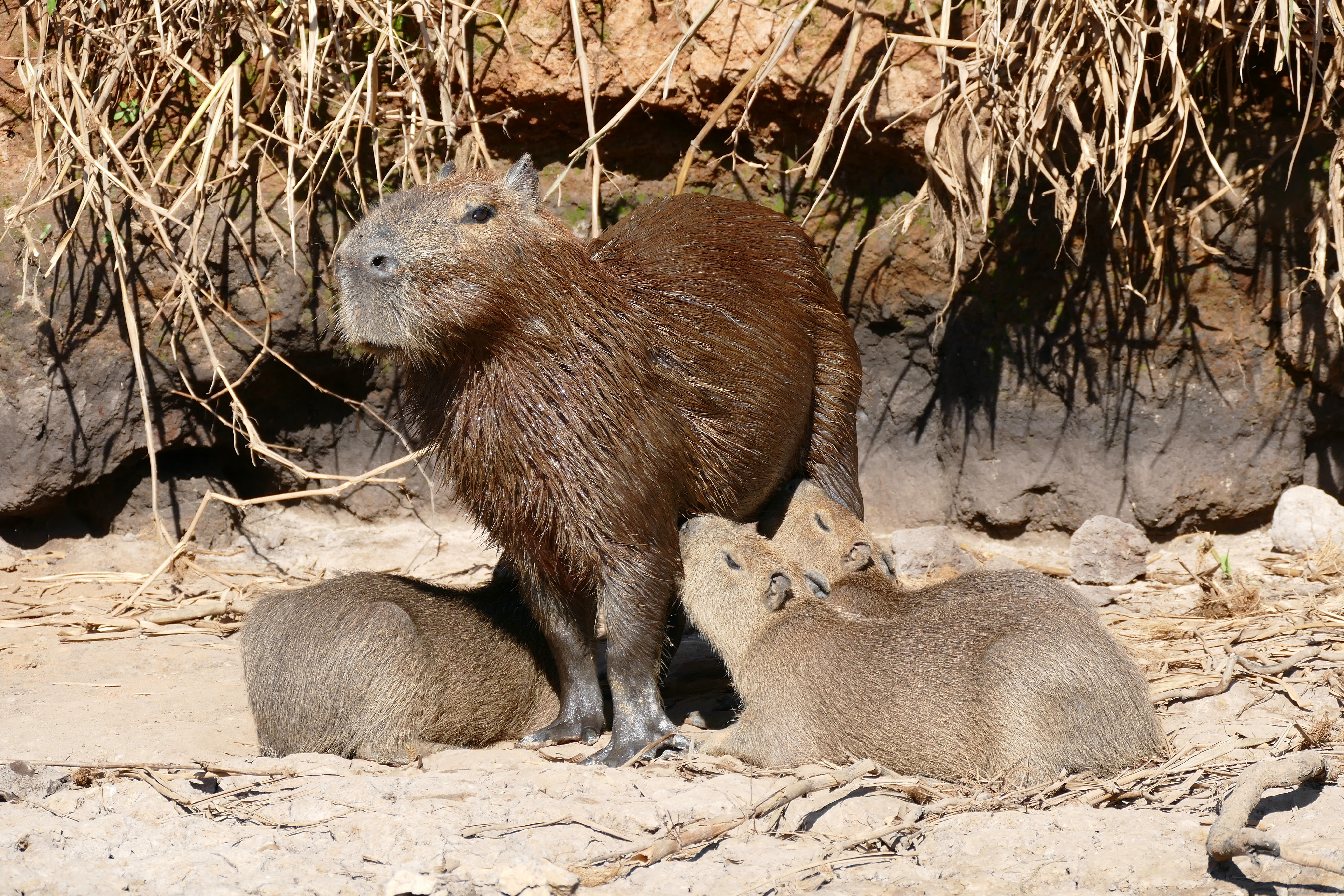
As fêmeas geralmente possuem ninhadas com 4 filhotes

O ciclo estral dura aproximadamente 7,5 dias, e o período de ovulação dura até 8 horas. Esses dados foram obtidos a partir de esfregaços vaginais e medições dos hormônios luteinizante  e progesterona e temperatura corporal. Apesar de modificações histológicas na genitália, não existem sinais óbvios de que as fêmeas estão no estro.
A cópula quase sempre ocorre dentro da água, após um período em que o macho segue a fêmea ativamente, que pode durar entre 5 e 10 minutos. O coito acontece ao redor de 6 tentativas feitas pelo macho, e a penetração raramente ultrapassa os 3 segundos. O macho dominante tende a monopolizar as cópulas, apesar de todos os machos do grupo acasalam. Embora o cuidado parental seja menor nos machos do que nas fêmeas, eles podem cuidar de mais filhotes do que as fêmeas.

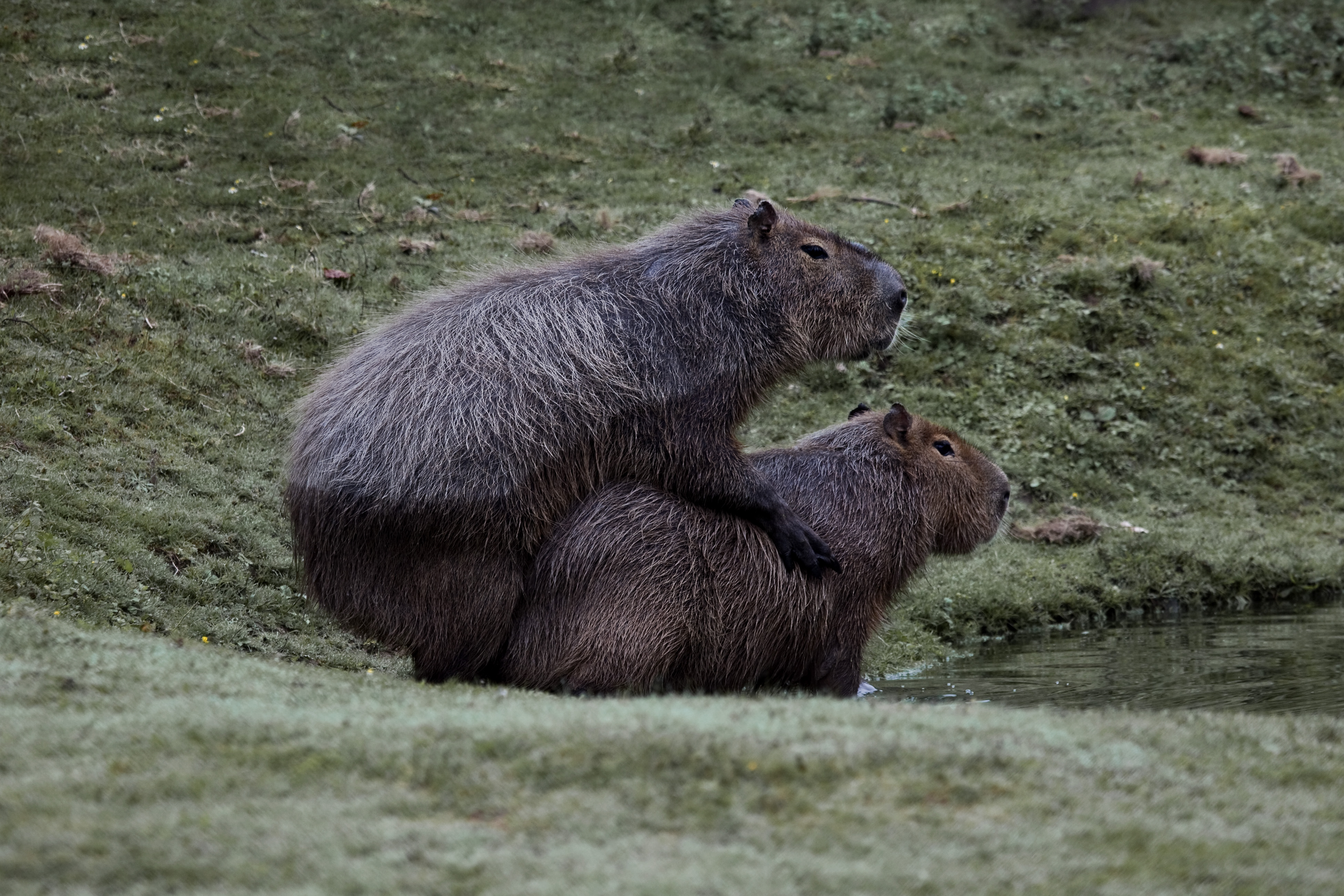
A cópula na capivara ocorre quase sempre na água.

As capivaras se reproduzem durante o ano todo e não existe estação de acasalamento, embora as cópulas concentrem-se no início da estação chuvosa, como mostram dados obtidos na Venezuela (abril e maio) e no Brasil (setembro e outubro). A gestação é a maior entre todos os roedores, tendo em média, 150 dias. Geralmente têm uma ninhada por ano, mas se as condições forem favoráveis, é possível que as fêmeas engravidem duas vezes por ano. A ninhada pode ter de 1 a 8 filhotes, mas em média possuem 4, como mostrado em estudos feitos na Venezuela. Fêmeas mais velhas podem ter mais filhotes por ninhada. Capivaras não fazem ninhos, e o parto pode acontecer em qualquer lugar de seu território. Ademais, por viverem em bandos, as ninhadas de várias fêmeas podem crescer juntas, dando a impressão de haver mais filhotes por fêmeas do que de fato ocorre: isso acaba por superestimar o número de filhotes por parto.
Os filhotes nascem pesando cerca de 1,5 kg e são precoces, já nascendo com pelos e com dentição permanente. são amamentados até os 3 ou 4 meses de idade, quando passam a comer mais gramíneas. Animais em cativeiro chegam na maturidade sexual com 15 meses de idade, sendo que ela pode variar de 6 a 12 meses em animais em liberdade.  As primeiras cópulas nas fêmeas ocorrem quando elas atingem de 30 a 40 kg de peso, aproximadamente com a idade de 1,5 ano.
A longevidade foi registrada com o máximo de 12 anos em cativeiro.

## Conservação e relações com os humanos
A capivara não é considerada uma espécie ameaçada pela União Internacional para a Conservação da Natureza e dos Recursos Naturais, sendo incluída na categoria pouco preocupante. Ela é amplamente distribuída ocorrendo em inúmeras unidades de conservação e é comum em muitos dos locais que habita, apresentando populações estáveis.
Por ser muito adaptável, ocorrendo mesmo em áreas urbanas, a principal ameaça à capivara é a caça furtiva, principalmente para obtenção de couro. Entretanto, já exitem inúmeras criações desse animal para obtenção de couro, o que diminui a demanda por populações selvagens.

### Caça

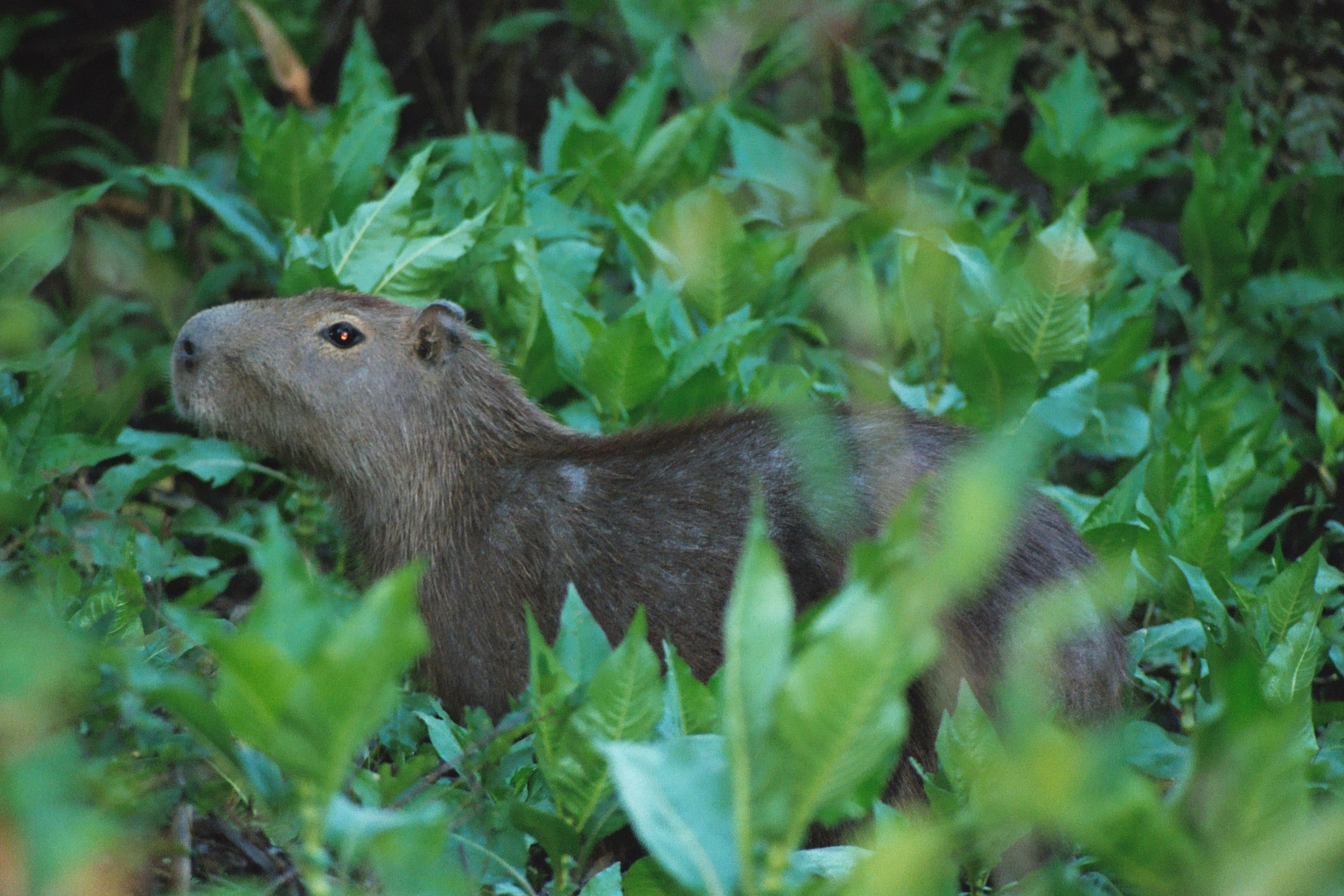
Capivara no pampa boliviano

As capivaras são regularmente caçadas como fonte de carne ao longo de sua distribuição geográfica, tanto por camponeses quanto por indígenas. A caça das capivaras pode ter prioridades diferentes dependendo da região: na Argentina, são caçadas principalmente por sua pele, enquanto que na Venezuela, principalmente pela carne.  Em algumas regiões há caçadores profissionais, chamados de carpincheros que praticam a caça para fins comerciais. Frequentemente os animais também são abatidos para uso próprio. Além de luvas, cintos e jaquetas de couro, também são feitas selas e rédeas do couro de capivara. Na porção meridional da América do Sul o óleo extraído da gordura subcutânea das capivaras é usado como remédio.
A carne da capivara não é apreciada em todos os lugares, já que pode ter cheiro forte e provocar doenças de pele. É consumida principalmente na Venezuela, onde é seca e salgada e é consumida preferencialmente em dias de jejum. A afirmação disseminada na América do Sul de que haveria um documento oficial da Igreja no qual a capivara, em função de sua forma de vida e sua pele coberta de pelos finos, seria classificada como peixe, pode ser considerada uma lenda, assim como outras histórias semelhantes que circulam em outras regiões do mundo sobre animais semiaquáticos, como o castor.
O consumo de carne de capivara é bastante disseminado na América do Sul, nestes países a carne proveniente de criadouros é considerada um artigo de luxo e possui grande valor comercial ao ser vendida como carne exótica em restaurantes.  Na Argentina e no Uruguai são fabricadas, principalmente, linguiças da carne de capivara.
Outra razão para a caça são os danos causados pelas capivaras à agricultura. Particularmente nas plantações elas podem causar estragos consideráveis e em alguns lugares são consideradas uma praga. As capivaras também são perseguidas pelos proprietários de pastagens, especialmente durante a estação seca, já que são consideradas concorrentes ao alimento do gado.

### Desenvolvimento populacional e ameaças

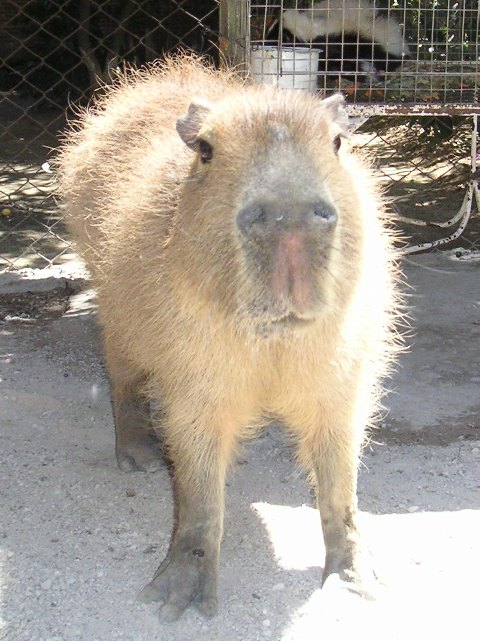
Visão frontal de uma capivara

Grande parte do habitat adequado para a capivara encontra-se em áreas intensivamente utilizadas para pastagem. A necessidade de proporcionar fontes de água próximas às pastagens para os animais dificulta a caça às capivaras. Além disso, o campo é mantido rasteiro pelo gado, o que levou, em algumas regiões, a um aumento na população de capivaras. Contagens realizadas em grandes fazendas de gado na região de Llanos revelaram uma densidade de 50 a 300 espécimes por quilômetro quadrado.
Nas regiões ao longo do Rio Paraná no sul do Brasil e norte da Argentina, as capivaras são frequentemente capturadas e aprisionadas para criações em cativeiro ou para serem abatidas como carne de caça. Entretanto, no Brasil, esta prática tem de ser precedida de projeto e licenciada pelos órgãos de controle ambiental sob pena de configurar crime ambiental, já que a capivara é uma espécie protegida por lei.
Existem estudos para sua criação em cativeiro visando à produção de carne como substituto à caça predatória, mas ainda há poucos resultados práticos nesse sentido.
No geral, porém, as capivaras são comuns e amplamente disseminadas, e, portanto, não se encontram entre as espécies ameaçadas de extinção.

### Zoonose
A capivara, assim como o cavalo, é um dos hospedeiros primários do carrapato-estrela (Amblyomma cajennense), o qual transmite a bactéria intracelular Rickettsia rickettsii, agente causador da zoonose Febre Maculosa Brasileira. As capivaras hospedeiras, ao serem infectadas por carrapatos vetores, apresentam bacteremia por até três semanas, podendo evoluir ao óbito ou à cura. Durante a bacteremia, as capivaras podem disseminar o agente para outros carrapatos que as estiverem parasitando, causando a amplificação da bactéria no ambiente. Os carrapatos podem se alimentar de qualquer hospedeiro acidental, inclusive o ser humano, transmitindo assim o agente infeccioso e causando a doença.